# Döllach (Gemeinde Lassing)
Döllach ist eine Ortschaft in der Gemeinde Lassing im Bezirk Liezen in der Steiermark. Am 1. Jänner 2024 hatte Döllach 211 Einwohner.

## Geschichte
Das früheste Schriftzeugnis ist von 1284 und lautet „Doelach“. Der Name geht auf urslawisch dόl (Tal) zurück.

## Lage und Verkehrsanbindung
Döllach liegt nordwestlich des Kernortes Lassing an der Einmündung der L 741 in die L 740. Sieben Kilometer entfernt östlich verläuft die A 9. Nördlich fließt die Enns.

## Sehenswürdigkeiten

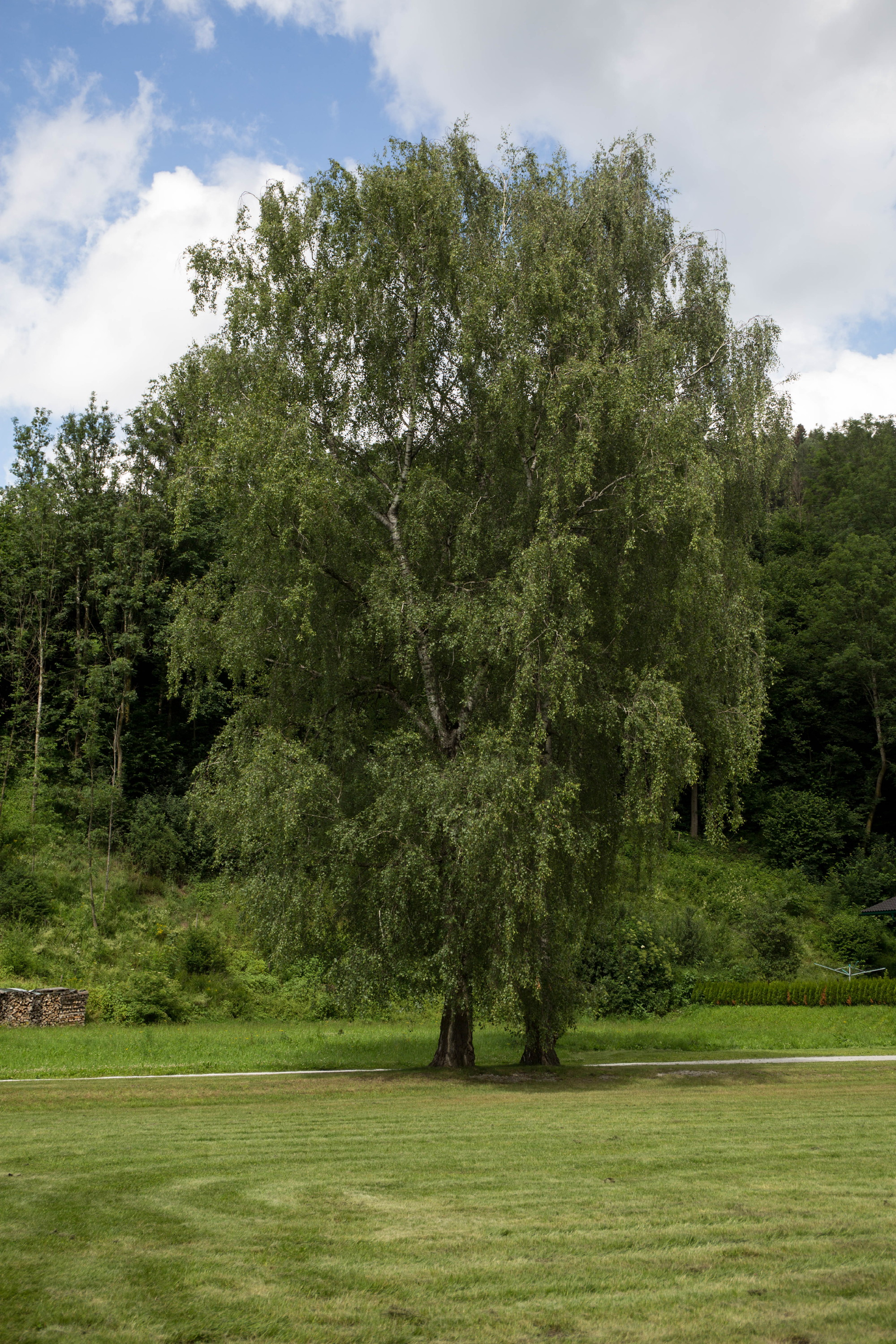
Zwei Hängebirken (Betula pendula) – ein Naturdenkmal in Döllach

Bei Döllach 12 stehen zwei Hängebirken (Betula pendula). Diese sind seit dem 21. Juli 1987 als Nr. 956 in der Liste der Naturdenkmäler im Bezirk Liezen eingetragen.